# Ulosa plana
Ulosa plana är en svampdjursart som beskrevs av Cuartas 1995. Ulosa plana ingår i släktet Ulosa och familjen Esperiopsidae.
Artens utbredningsområde är havet utanför Argentina. Inga underarter finns listade i Catalogue of Life.